# Édit de Beaulieu
Pour les articles homonymes, voir Beaulieu.
Lire en ligne

sur elec.enc.sorbonne

Paix de La Rochelle Paix de Bergerac
L’édit de Beaulieu, également connu sous le nom de paix de Loches, est signé à Beaulieu-lès-Loches par Henri III de France le 6 mai 1576. Il met fin à la cinquième guerre de religion en reconnaissant le culte protestant et en lui accordant de nombreuses garanties. Il est aussi appelé paix de Monsieur, le frère du roi, appelé Monsieur, en étant le principal bénéficiaire malgré sa trahison.

## Contexte
L'édit intervient après la menace que faisait peser sur Paris les troupes des princes protestants. Condé, Navarre et Turenne (3 000 arquebusiers du Midi) s'étaient alliés au duc d’Alençon, frère du roi et aux princes catholiques les maréchaux de Montmorency et Cossé-Brissac libérés à la paix de Champigny et enfin au comte palatin Jean-Casimir (avec 20 000 mercenaires qui avaient pillé la Bourgogne). Le gouverneur du Languedoc, Montmorency-Damville, catholique mais allié aux protestants de sa province, se tenait en réserve. François duc d'Alençon était à la tête du parti des Malcontents qui regroupait les gentilshommes aigris par la politique du gouvernement. Ils voulaient notamment lutter contre les influences qui gravitaient autour du roi Henri III. Ils jugeaient néfaste pour la noblesse française la présence des Italiens à la cour de France et dans l'entourage de la reine-mère Catherine de Médicis.
Le roi de France n’avait ni troupes ni argent pour payer des mercenaires. Il envoya sa mère Catherine de Médicis pour négocier la paix.
La situation n’est guère meilleure du côté protestant : le prince de Condé a engagé les bijoux de famille, l’Union des protestants du Midi s’est saignée aux quatre veines pour financer la guerre. Surtout, toute la France ou presque est à genoux, ravagée par les passages des mercenaires venus ou retournant en Allemagne, des bandes protestantes ou de l’armée royale, qui toutes vivent sur le pays.

## Les mesures prises
D’un point de vue religieux, l’édit est le plus libéral de tous ceux signés jusqu’alors :
- tout d’abord, il réhabilite les victimes de la Saint-Barthélemy ;
- de plus, leurs biens sont restitués aux familles, qui sont en outre exemptées d’impôts pendant six ans ;
- l'édit accorde aux protestants une grande liberté de culte dans le royaume de France, et prévoit plusieurs mesures pour la rendre possible :
  - cimetières particuliers, dont à Paris, le cimetière de la Trinité ;
  - interdiction des fréquentes mesures vexatoires à leur égard, que ce soit dans les hôpitaux ou les collèges ;
  - les mariages de prêtres défroqués ou de religieuses seront reconnus par l’état civil ;
- le culte catholique doit être rétabli partout, même dans les villes protestantes où il est abandonné depuis longtemps ; diverses mesures sont prises pour que les protestants respectent le culte catholique (fermeture les jours de fête, interdiction de vendre de la viande les jours de fête) ;
- la dîme sera payée partout et par tous.

Le culte n’est interdit qu’à Paris et à la Cour.
Il prend également plusieurs mesures pour satisfaire les princes :
- le maréchal de Montmorency et Cossé-Brissac retrouvent leurs charges ;
- Damville garde le Languedoc ;
- Alençon reçoit le titre de duc d’Anjou, plus les riches provinces d’Anjou, de Touraine et de Berry, et la place stratégique de La Charité-sur-Loire ;
- Navarre reçoit la Guyenne, plus 600 000 livres à divers titres ;
- Condé est gouverneur de Picardie.

Jean Casimir du Palatinat reçoit le duché d’Étampes, Château-Thierry, une pension annuelle de 40 000 livres et six millions immédiatement.
D’autres mesures sont prises pour assurer la sécurité des protestants :
- les villes qu’ils occupent leur sont laissées ;
- Aigues-Mortes et Beaucaire en Languedoc, Périgueux et Le Mas-de-Verdun en Guyenne, Péronne, Nyons et Serres en Dauphiné, Yssoire en Auvergne,Seyne la Grand Tour en Provence leur sont données en plus (la liste n'est pas ici complète...).
- des chambres paritaires seront établies dans les parlements de province[3]. C'est le cas de la chambre de l’Édit de Castres associée au Parlement de Toulouse de 1579 à 1679[4].

Enfin, le roi renonce à poursuivre les pillards du conflit passé, qui peuvent garder leurs prises, tous ceux qui ont volé le domaine royal, et renonce à tous les arriérés d’impôt. Des États généraux sont convoqués.

## Application
Le traité est exorbitant pour le Trésor, qui ne peut faire face seul. D’ailleurs, le surintendant des finances, Bellièvre, est emmené en otage dans le Palatinat. La reine-mère engage ses bijoux, mais cela ne suffit pas ; la noblesse catholique se cotise, les Guise en tête ; les huguenots et les politiques ne paient rien, voire profitent de la paix. La ville de Lucques, les ducs de Savoie, de Parme, de Lorraine, le pape doivent aussi aider le roi de France.
Aucun gouverneur de ville n’accepte de livrer une ville aux princes, protestants ou catholiques (ainsi d’Angoulême ou de Bourges, qui devaient revenir au duc d’Alençon). Inacceptable pour les catholiques, cette paix provoque la constitution de ligues locales de défense de la religion catholique, bientôt réunies en une Ligue unique, derrière le duc de Guise qui jouit d’un immense prestige. La paix ne dure pas et dans la même année, la Ligue force la reprise des combats dans la sixième guerre de religion.